# Ngô Văn Sơn
Ngô Văn Sơn (sinh năm 1956) là một sĩ quan cấp cao trong Quân đội nhân dân Việt Nam, hàm Trung tướng, Kỹ sư điện tử viễn thông, nguyên là Cục trưởng Cục Công nghệ Thông tin, Bộ Tổng Tham mưu. Ông là cựu sinh viên Khóa 10, Học viện Kỹ thuật Quân sự, Việt Nam.

## Thân thế và sự nghiệp
Từ năm 1975-1980, sinh viên Trường Đại học Kỹ thuật Quân sự (Học viện Kỹ thuật Quân sự), Khoa Vô tuyến điện tử, chuyên ngành Thông tin liên lạc,. Sau khi tốt nghiệp Kỹ sư quân sự, ông được điều về công tác tại Binh chủng Thông tin. Năm 2008, bổ nhiệm giữ chức Tư lệnh Binh chủng Thông tin
Năm 2012, bổ nhiệm giữ chức Cục trưởng Cục Công nghệ Thông tin.
Thiếu tướng, Trung tướng (2013)
Ông có anh trai là Ngô Tử Hà, nguyên là phó chủ tịch Liên đoàn bóng đá Việt Nam - VFF